# Людина року (Financial Times)
Британська ділова газета Financial Times щороку присуджує нагороду «Людину року» людині, яка, на думку газети, продемонструвала значний вплив у певному році. Здається, було кілька випадків (1971, 1979, 1995), коли жодна особа не була номінована.

## Номінанти
| Рік  | Номінант (-и)                           | Примітки |        |
| ---- | --------------------------------------- | --- | ------ |
| 1970 | Жан Рей                                 | другий Президент Європейської комісії (1967—1970) |        |
| 1972 | Генрі Кіссінджер                        | 56-й Державний секретар США (1973—1977) |        |
| 1973 | Фейсал ібн Абдель Азіз Аль Сауд         | 3-й Король Саудівської Аравії (1964—1975) |        |
| 1974 | Гарольд Вільсон                         | 69-й Прем'єр-міністр Великої Британії (1974—1976) |        |
| 1975 | Гельмут Шмідт                           | 5-й Федеральний канцлер Німеччини (1974—1982) |        |
| 1976 | Джиммі Картер                           | 39-й Президент США (1977—1981) |        |
| 1977 | Анвар Садат                             | 3-й Президент Єгипту (1970—1981) |        |
| 1978 | Ден Сяопін                              | 3-й Голова Народної політичної консультативної ради Китаю (1978—1983) |        |
| 1980 | Лех Валенса                             | 1-й Голова професійної спілки «Солідарність» (1980—1991) |        |
| 1981 | Франсуа Міттеран                        | Президент Франції (1981—1995) |        |
| 1982 | Джордж Шульц                            | 60-й Державний секретар США (1982—1989) |        |
| 1983 | Джон Робертс Опель                      | Президент IBM (1974—1985), CEO IBM (1981—1985), Голова ради директорів IBM (1983—1986) |        |
| 1984 | Альберт Хол                             | представник Армії безробітних |        |
| 1985 | Михайло Горбачов                        | 5-й Генеральний секретар ЦК КПРС (1985—1991) |        |
| 1986 | Накасоне Ясухіро                        | Прем'єр-міністр Японії (1982—1987) |        |
| 1987 | Маргарет Тетчер                         | 71-й Прем'єр-міністр Великої Британії (1979—1990) |        |
| 1988 | Генрі Кравіс і Джордж Розенберг Робертс | засновники Kohlberg Kravis Roberts |        |
| 1989 | Михайло Горбачов                        | 5-й Генеральний секретар ЦК КПРС (1985—1991), 11-й Голова Президії Верховної Ради СРСР (1988—1989), 1-й Голова Верховної Ради СРСР (1989—1990)                                                                    |        |
| 1990 | Гельмут Коль                            | Федеральний канцлер Німеччини (1982—1998) |        |
| 1991 | Джеймс Бейкер                           | 61-й Державний секретар США (1989—1992) |        |
| 1992 | Ден Сяопін                              | 3-й Голова Народної політичної консультативної ради Китаю (1978—1983), 10-й Голова Центральної військової комісії Комуністичної партії Китаю (1981—1989), 4-й голова Центральної дорадчої комісії КПК (1982—1987) |        |
| 1993 | Едуар Баладюр                           | Прем'єр-міністр Франції (1993—1995) |        |
| 1994 | Білл Гейтс                              | співзасновник Microsoft |        |
| 1996 | Руперт Мердок                           | Голова та генеральний директор News Corporation |        |
| 1997 | Тоні Блер                               | 73-й Прем'єр-міністр Великої Британії (1997—2007) |        |
| 1998 | Алан Грінспен                           | 13-й Голова Федеральної резервної системи (1987—2006) |        |
| 1999 | Джон фон Нейман                         | математик, один із фундаторів теорії ігор і «Архітектури фон Неймана» |        |
| 2000 | Крейг Вентер                            | біолог і біотехнолог |        |
| 2001 | Говард Лутнік                           | CEO Cantor Fitzgerald і BGC Partners |        |
| 2002 | Джордж Вокер Буш                        | 43-й Президент США (2001—2009) |        |
| 2003 | Джефф Іммельт                           | CEO General Electric |        |
| 2004 | Еліот Спітцер                           | 63-й Генеральний прокурор Нью-Йорка (1999—2006) |        |
| 2005 | Сергій Брін і Ларрі Пейдж               | співзасновники Google |        |
| 2006 | Лакшмі Міттал                           | CEO ArcelorMittal |        |
| 2007 | Жан-Клод Тріше                          | Голова Європейського центрального банку (2003—2011) |        |
| 2008 | Барак Обама                             | 44-й Президент США (2009—2017) |        |
| 2009 | Ллойд Бланкфейн                         | CEO Goldman Sachs |        |
| 2010 | Стів Джобс                              | CEO Apple Inc. |        |
| 2011 | Мухаммед Буазізі                        | Арабська весна |        |
| 2012 | Маріо Драґі                             | Голова Європейського центрального банку (2011—2019) |        |
| 2013 | Джек Ма                                 | засновник Alibaba Group |        |
| 2014 | Тім Кук                                 | CEO Apple Inc. |        |
| 2015 | Ангела Меркель                          | Федеральний канцлер Німеччини (2005—2021) |        |
| 2016 | Дональд Трамп                           | 45-й Президент США (2017—2021) |        |
| 2017 | Сьюзен Фавлер                           | [ 9 ] |        |
| 2018 | Джордж Сорос                            | [ 10 ] |        |
| 2019 | Сатья Наделла                           | CEO Microsoft |        |
| 2020 | Угур Шахін і Озлем Тюреджі              | співзасновники BioNTech і співтворці вакцини Pfizer–BioNTech проти COVID-19 |        |
| 2021 | Ілон Маск                               | CEO Tesla Inc. і SpaceX |        |
| 2022 | Володимир Зеленський                    | 6-й Президент України |        |
| 2023 | Ларс Фруергаард Йоргенсен               | CEO «Novo Nordisk» |        |
| 2024 | Дональд Трамп                           | Обраний президент США | [ 15 ] |